# Het gouden kuipje
Het gouden kuipje is het honderdvijfennegentigste stripverhaal uit de reeks van Suske en Wiske. 
Het verhaal is speciaal geschreven voor de ERU Kaasfabriek en verscheen in januari 1989. Het is uitgebracht buiten de reguliere Vierkleurenreeks.
Er wordt veel tekst gebruikt en in kaders wordt informatie gegeven.

## Locaties
- Woerden met kaasfabriek van ERU, kaasmarkt, oud pakhuis

## Personages
- Suske, Wiske, Lambik, Jerom, professor Barabas, Magister Magius (alchemist), Knuffel (kat), J.C. Ruys en J.J. Ruys (Firma Ruys)

## Uitvindingen
De teletijdmachine

## Het verhaal
Enkele honderden jaren terug in de tijd zoekt Magister Magius naar de Steen der Wijzen, die gewoon metaal kan veranderen in goud. Zijn experiment mislukt, maar zijn kat Knuffel heeft opeens wel een gouden vacht. Dit blijkt dan weer geen echt goud te zijn. De alchemist besluit daarop naar de toekomst te reizen, in de hoop te achterhalen of het geheim van het goud maken daar al is ontdekt.
De alchemist komt aan in Woerden. Lambik en Jerom werken in de kaasfabriek in Woerden en ze maken Goudkuipjes. Suske en Wiske halen hun vrienden aan het eind van de middag op, als ze de alchemist en de gouden kat zien aankomen. De man loopt voor een geldtransportwagen en vraagt de chauffeur hoe ze van metaal goud maken. Als de chauffeur de man uitlacht, verandert de alchemist de auto in goud. Het valt niemand op dat dit komt doordat Knuffel tegen de auto plast. Een menigte komt naar de auto en begint deze uiteen te scheuren, zodat iedereen met een stukje goud naar huis kan gaan.
Magister Magius en Knuffel verdwijnen op een wolkje en de vrienden zien dat het goud in de geldtransportwagen is veranderd in gewoon lood. De vrienden gaan naar professor Barabas en bekijken met de teletijdmachine het verleden om zo meer te weten te komen over Magister Magius. Ze worden naar het Woerden van de jaren twintig geflitst en komen aan op de kaasmarkt. Ze zien Magister Magius en zijn kat in een pakhuis van Firma Ruys verdwijnen en Lambik en Jerom besluiten in het pakhuis te gaan werken om zo meer te weten te komen. Jerom wordt als ploegbaas aangesteld en Lambik wordt nachtwaker, ze verstoppen zich op de rekken kaas om het gebouw in de gaten te houden. Suske en Wiske lopen buiten rond en zien niet dat Magister Magius hen ook in de gaten houdt.
Lambik en Jerom vallen in slaap en zien daarom niet dat Magister Magius en Knuffel het gebouw binnenkomen. Maar dan stoten ze een stapel kazen om en Knuffel raakt bedolven onder de berg kazen. Lambik en Jerom worden wakker, maar gaan niet kijken wat er aan de hand is. Magister Magius onderzoekt de kaassmeltmachine als Suske en Wiske het gebouw binnenkomen met de lunchpakketten voor Lambik en Jerom. De kinderen zien de alchemist, die opnieuw verdwijnt met een wolkje. Professor Barabas ziet dat de alchemist naar de jaren veertig is gegaan en hij flitst de vrienden ook naar die tijd. Als magister Magius de vrienden opnieuw ziet verschijnen vlucht hij met een auto van de ERU-kaasfabriek, maar Jerom kan hem nog tegenhouden. De vrienden leggen nu uit dat Goudkuipjes niet bestaan uit goud, maar kaas. 
Professor Barabas flitst het hele gezelschap daarop weer naar het heden. Magister Magius krijgt uitleg en ziet hoe een Zwitserse raclette wordt gesmolten waarna deze in kuipjes wordt gegoten. Knuffel heeft genoeg van de zoektocht en wil gaan slapen bij de kuipjes, die meteen veranderen in goud nadat ze door de kat zijn aangeraakt. Knuffel, die al eens meegemaakt hoe hebberig mensen worden als ze goud zien, besluit de kuipjes te verstoppen onder een zeil.

## Trivia
In kaders wordt informatie gegeven:
- De gouden geschiedenis van ERU.
- De gouden tips van ERU.